# Xynisteri

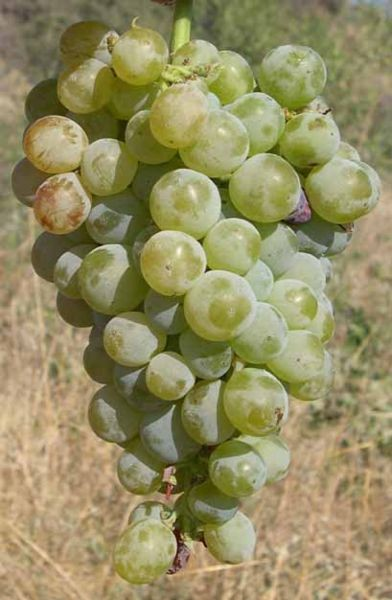
Une grappe de Xynisteri

Le Xynisteri (parfois écrit xynistery ou xinisteri, en grec ξυνιστέρι) est un cépage blanc indigène de Chypre. Il représente environ 13 % à 16 % de la superficie de vigne plantée sur l'île, au second rang des cépages les plus présents, loin derrière le Mavro mais à un niveau comparable au Carignan. Les pentes méridionales du massif du Troodos sont la région comptant la plus forte densité de vignes.
Il est assemblé avec du Mavro pour la production de Commandaria, vin doux qui est le principal produit d'exportation de l'industrie viticole chypriote.
Sa résistance à la chaleur en fait un cépage étudié de près par les vignerons australiens.